# Tatraea

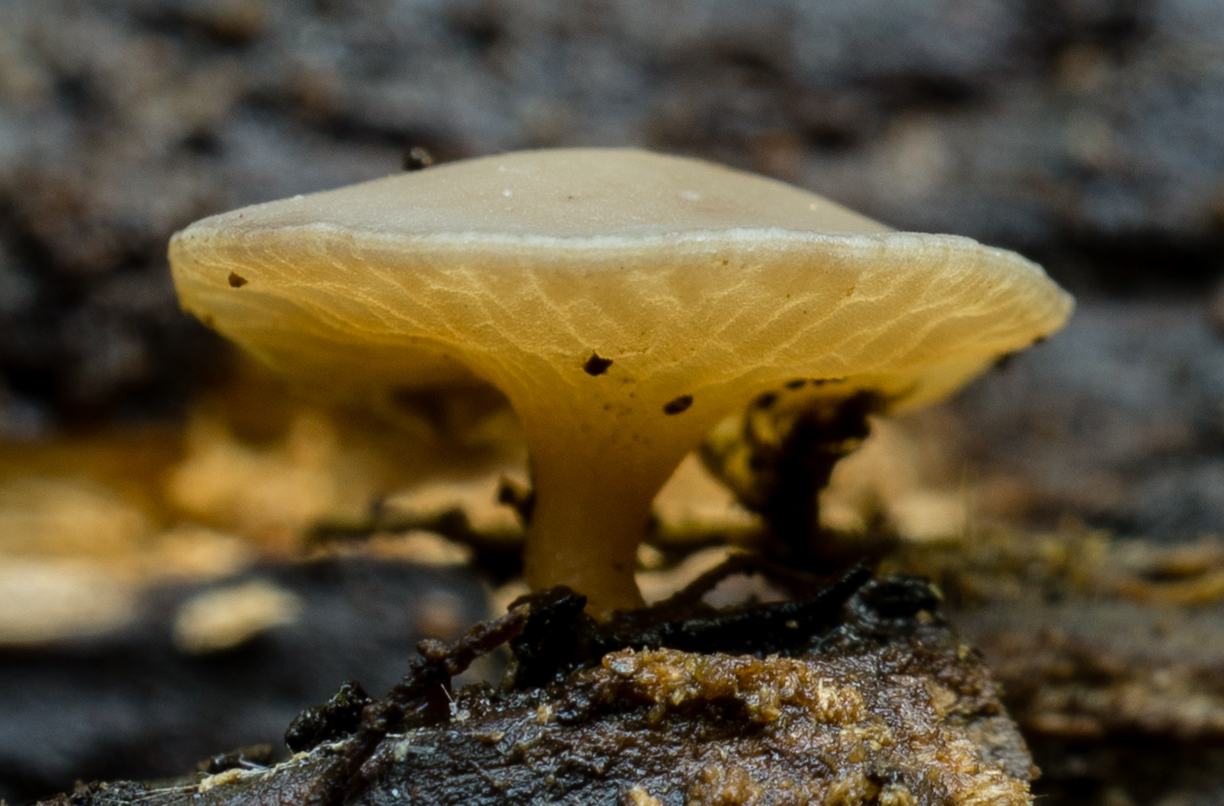
Tatraea macrospora

Tatraea Svrček – rodzaj grzybów z rodziny tocznikowatych (Helotiaceae).

## Charakterystyka
Grzyby owocnikowe o drobnych, miseczkowatych owocnikach (apotecjach). Hypotecjum grube, ciemno zabarwione, utworzone z komórek izodiametrycznych. Brzeżek (ekscypulum) posiada strukturę złożoną z cylindrycznych bezbarwnych strzępek. Komórki zewnętrzne ekscypulum duże, kuliste lub kanciaste, cienkie, bezbarwne lub jasnobrązowe.

## Systematyka i nazewnictwo
Pozycja w klasyfikacji według Index Fungorum: Helotiaceae, Helotiales, Leotiomycetidae, Leotiomycetes, Pezizomycotina, Ascomycota, Fungi.
Początkowo przedstawiciele tego rodzaju opisywani byli pod nazwami Helotium macrosporium Peck 1874 (następnie Rutstroemia macrospora (Peck) Kanouse in Wehmeyer 1940) i Helotium dumbirense Velen. 1934.
Gatunki
- Tatraea dumbirensis (Velen.) Svrček 1993[4] – ma stanowiska w Polsce[5]
- Tatraea macrospora (Peck) Baral 1999[6]

Nazwy naukowe na podstawie Index Fungorum.